# Валерио Дзурлини
Валерио Дзурлини (на италиански: Valerio Zurlini) е италиански филмов сценарист, режисьор.

## Биография
По време на обучението си в юридическия факултет на Римския университет, той организира студентски спектакли. През 1943 г. се присъединява към италианската съпротива и се присъединява към комунистическата партия. След войната започва да заснема документални късометражни филми. През 1954 г. организира първия си игрален филм „Момичетата от Сан Фредиано“ базиран на романа на Васко Праталини. След като заснема филма „Семейна хроника“ през 1962 г. получава филма „Златен лъв“ на филмовия фестивал във Венеция (заедно с „Иваново детство“ на Андрей Тарковски). Последният му филм „Татарската пустиня“ спечели две награди „Давид на Донатело“ (за най-добър филм и за най-добър режисьор) и „Сребърна лента“ за най-добър режисьор. Преподава и в Експерименталния център за кинематография.

## Филмография

### Режисьор
| Година | Филм                       | Оригинално заглавие        |
| ------ | -------------------------- | -------------------------- |
| 1954   | Момичетата от Сан Фредиано | Le ragazze di San Frediano |
| 1959   | Насилствено лято           | Estate violenta            |
| 1961   | Момичето с куфара          | La ragazza con la valigia  |
| 1962   | Семейна хроника            | Cronaca familiare          |
| 1965   | Момичета войници           | Le soldatesse              |
| 1968   | Седящият отдясно           | Seduto alla sua destra     |
| 1972   | Първата спокойна нощ       | La prima notte di quiete   |
| 1976   | Татарската пустиня         | Il deserto dei tartari     |